# عنق‌الحیه
عُنُق‌الحیه (گردن مار) یا آلفا مار یک ستاره است که در صورت فلکی مار قرار دارد.